# Miejska strona księżyca
Miejska strona księżyca – album wydany przez polską grupę muzyczną Stare Dobre Małżeństwo.
Nagrania zarejestrowano między wrześniem 1997 a lutym 1998 w Pro Studio w Olsztynie. Album ukazał się jako CD oraz kaseta magnetofonowa wydana przez firmę Pomaton EMI w 1998.

## Muzycy
- Wojciech Czemplik – skrzypce, altówka, mandolina, tamburyn
- Krzysztof Myszkowski – śpiew, gitara akustyczna, harmonijka ustna, chórki
- Roman Ziobro – gitara basowa
- Ryszard Żarowski – gitara akustyczna, gitara klasyczna, gitara elektryczna, chórki

oraz
- Piotr Biskupski – perkusja (11)
- Wojciech Królikowski – gitara elektryczna (11)
- Adam Otręba – gitara elektryczna (7)
- Jerzy Styczyński – gitara elektryczna (7, 8), gitara akustyczna (8)
- Zbigniew Szczerbiński – perkusja (7, 8)
- Stanisław Szczyciński – fortepian (9)
- Karol Szymanowski – wibrafon (11)
- José Torres – instrumenty perkusyjne (1, 3, 8, 12, 13)

## Lista utworów
| #        | Tytuł                               | Autorzy                                         | Czas |
| -------- | ----------------------------------- | ----------------------------------------------- | ---- |
| Strona A |                                     |                                                 |      |
| 1.       | Miejska strona księżyca             | muz. Krzysztof Myszkowski, sł. Adam Ziemianin   | 3:34 |
| 2.       | Zdziwiona                           | muz. Krzysztof Myszkowski, sł. Adam Ziemianin   | 2:45 |
| 3.       | Panna Anna                          | muz. Wojciech Czemplik, sł. Bolesław Leśmian    | 5:07 |
| 4.       | Mrok na schodach, pustka w domu ... | muz. Krzysztof Myszkowski, sł. Bolesław Leśmian | 3:54 |
| 5.       | Samotność                           | muz. Krzysztof Myszkowski, sł. Bolesław Leśmian | 2:21 |
| 6.       | Przyda się taka chwila              | muz. Krzysztof Myszkowski, sł. Adam Ziemianin   | 1:42 |
| 7.       | Niemowa                             | muz. Krzysztof Myszkowski, sł. Edward Stachura  | 2:54 |
| 8.       | Piosenka zauroczonego               | muz. Krzysztof Myszkowski, sł. Józef Baran      | 3:17 |
| Strona B |                                     |                                                 |      |
| 9.       | Pod kątem rozwartym                 | muz. Roman Ziobro, sł. Adam Ziemianin           | 2:50 |
| 10.      | Jesteś                              | muz. Krzysztof Myszkowski, sł. Adam Ziemianin   | 2:21 |
| 11.      | Marcowy swing                       | muz. Ryszard Żarowski, sł. Józef Baran          | 3:51 |
| 12.      | Przypalanka na spirytusie           | muz. Krzysztof Myszkowski, sł. Adam Ziemianin   | 3:16 |
| 13.      | U studni                            | muz. Krzysztof Myszkowski, sł. Adam Ziemianin   | 3:03 |
| 14.      | W nicość śniąca się droga           | muz. Krzysztof Myszkowski, sł. Bolesław Leśmian | 3:02 |
| 15.      | Ballada o listopadzie               | muz. Krzysztof Myszkowski, sł. Józef Baran      | 2:14 |
| 16.      | W Małym Cichym                      | muz. Krzysztof Myszkowski, sł. Adam Ziemianin   | 4:07 |

## Informacje uzupełniające
- Produkcja – Ryszard Szmit i Stare Dobre Małżeństwo
- Realizacja nagrań – Ryszard Szmit, Jarosław Kardaś
- Mastering – Grzegorz Piwkowski
- Projekt graficzny – Krzysztof Koszewski
- Zdjęcia – Andrzej Świetlik